# Flüchtlingslager Moria

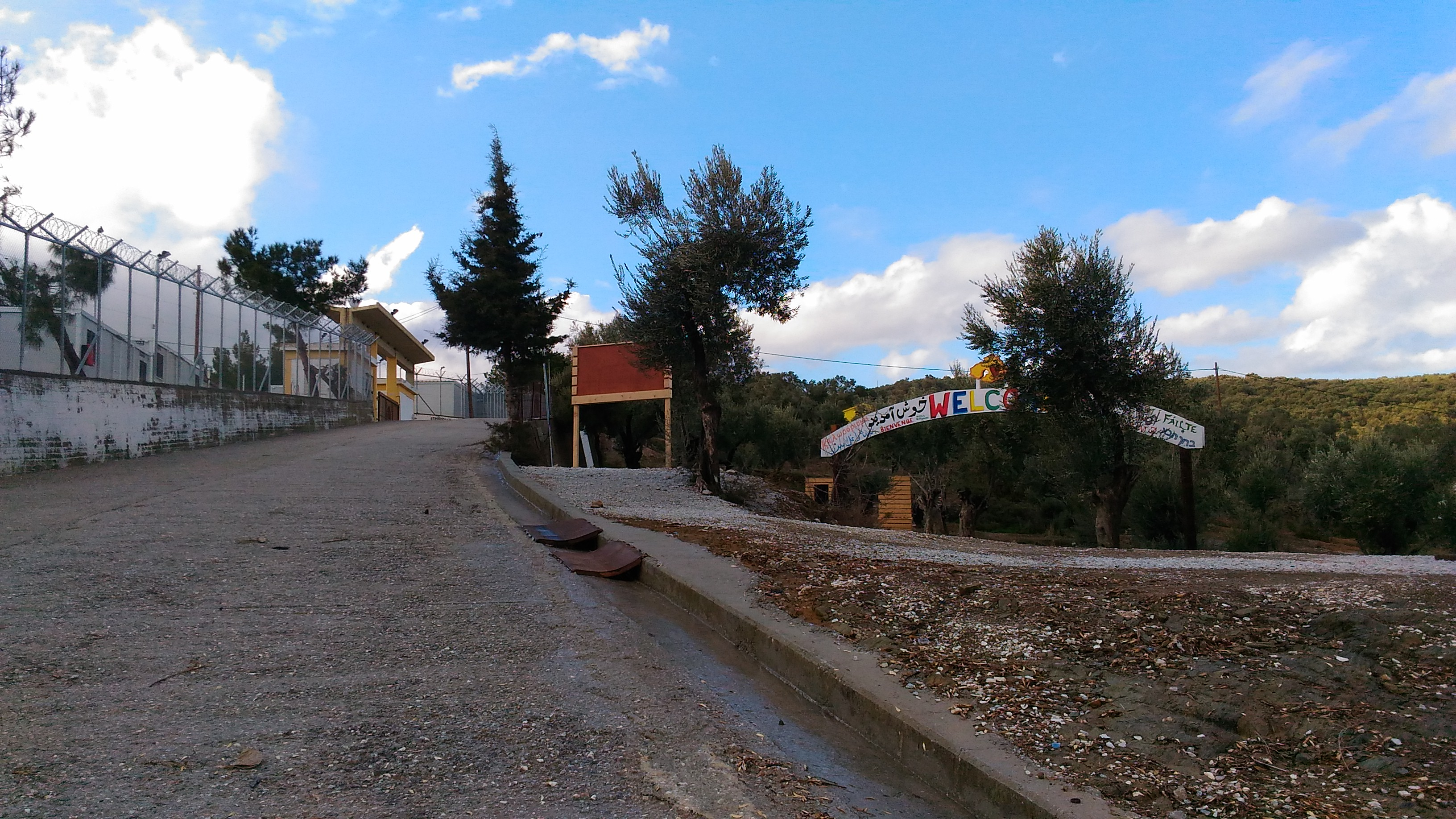
Straße entlang des Flüchtlingscamps Moria (2017)

Das griechische Flüchtlingslager Moria (griechisch προσφυγικό κέντρο Μόριας prosfygikó kéndro Mórias) befand sich im Landesinneren der ostägäischen Insel Lesbos nahe der Ortschaft Moria in der Gemeinde Mytilini. In dem für 2.800 Personen konzipierten Lager lebten zeitweilig 20.000 Menschen (März 2020); es war Europas größtes Flüchtlingslager und ein sogenannter Hotspot der EU. In dem Lager herrschten wegen der Überfüllung jahrelang katastrophale Verhältnisse. In der Nacht auf den 9. September 2020 lösten mehrere junge Migranten aus Afghanistan einen Großbrand aus, der das Lager und die Habe der Flüchtlinge fast vollständig zerstörte und 12.600 Menschen obdachlos machte. Ein Teil der Menschen wurde auf das griechische Festland gebracht, für rund 7800 Menschen wurde ein provisorisches Zeltlager an der Küste in der Nähe des bereits bestehenden Flüchtlingslagers Kara Tepe errichtet.

## Registrierungs- und Aufnahmezentrum
Am 25. September 2013 wurde bei Moria ein Lager als Screening-Center und Abschiebehaftgefängnis eröffnet, das Platz für 98 Menschen bot. Die maximale Verweildauer in dem Lager war auf 30 Tage ausgelegt. Direkt daneben wurde auf dem früheren Areal des griechischen Militärs 2014 ein größeres Erstaufnahmezentrum errichtet. Die Kosten dafür trug zu 75 Prozent die Europäische Union, 25 Prozent stammten vom griechischen Staat. Ende 2014 waren die Bauarbeiten abgeschlossen. Der Betriebsbeginn des neuen Lagers war für Januar 2015 vorgesehen.
Infolge der Flüchtlingskrise 2015 war das für 410 Personen konzipierte Lager bald überbelegt. Als Reaktion wurden die Kapazitäten des Lagers auf 2800 Plätze ausgebaut.

## Hotspot-Lager der EU
Das Lager wurde von der Europäischen Union (EU) im Rahmen der Europäischen Migrationsagenda als Registrierungs- und Aufnahmezentrum zur Erstregistrierung von Geflüchteten vorgesehen und am 8. Oktober 2015 zum „Hotspot“ erklärt. Die EU unterstützte die Erstregistrierung durch Frontex und das Europäische Unterstützungsbüro für Asylfragen, kurz EASO und Asylsuchende konnten nach kurzer Aufenthaltsdauer auf das griechische Festland übersetzen. Die Verwaltung des nun für 2.800 Personen ausgelegten Lagers oblag der griechischen Polizei gemeinsam mit dem UNHCR. Neben dem Flüchtlingslager Moria bestehen noch zwei weitere Flüchtlingslager auf der Insel, das Lager Kara Tepe direkt an der Küste vor allem für Familien und das Lager PIKPA für unbegleitete minderjährige Flüchtlinge. Weitere Flüchtlingslager befinden sich auf den benachbarten Inseln.
Im Lager Moria herrschten fatale humanitäre Zustände. Zelte und Hygienemöglichkeiten wurden von den Behörden nicht bereitgestellt, so dass die Flüchtlinge sich selbst Behausungen bauten. Eine Versorgung mit Nahrungsmitteln war nicht gewährleistet.
Seit Frühjahr 2016 ist es zur Umsetzung des EU-Türkei-Abkommens vom 18. März 2016 zur Rücknahme der von der Türkei kommenden Flüchtlinge hauptsächlich Verweilzentrum, in dem Asylsuchende darauf warten, in Griechenland Asyl zu beantragen, auf andere europäische Staaten u. a. im Rahmen von Familienzusammenführungen verteilt oder abgeschoben zu werden. Seit 2016 leitete Giannis Balpakakis das Lager; wegen der zunehmend chaotischen Umstände gab er im September 2019 auf.

## Nach dem EU-Türkei-Abkommen
In dem EU-Türkei-Abkommen vom 18. März 2016 wurden „zur Beendigung des menschlichen Leids und zur Wiederherstellung der öffentlichen Ordnung“ vorübergehende und außerordentliche Maßnahmen vereinbart. Neue „irreguläre Migranten“, die ab dem 20. März 2016 auf den griechischen Inseln ankommen und die kein Asyl beantragen oder deren Antrag als unbegründet oder unzulässig abgelehnt wird, sollten auf Kosten der Europäischen Union in die Türkei zurückgebracht werden. Für jeden Syrer, der von den griechischen Inseln in die Türkei zurückgebracht wird, soll ein anderer syrischer Flüchtling aus der Türkei in die EU umgesiedelt werden. Migranten und Flüchtlinge, die nach dem 20. März 2016 auf den griechischen Inseln ankommen und bei denen voraussichtlich eine Rückführung in die Türkei möglich ist, werden möglichst nicht mehr aufs griechische Festland gebracht, weil sonst die Türkei abgelehnte Asylsuchende nicht zurücknehmen würde. Nach Ansicht des Europäischen Rates entfaltet die Erklärung EU-Türkei weder rechtliche Bindungswirkungen noch stellt sie eine Übereinkunft oder einen Vertrag dar.
Wegen Überforderung der griechischen Behörden gelang die Umsetzung von Teilen des Abkommens nur unzureichend. Tausende von erfolglosen Asylbewerbern konnten nicht in die Türkei zurückgeführt werden. Zudem wurden viele Flüchtlinge von den Inseln aufs Festland verlegt, von dort gilt die Rücknahme-Verpflichtung für die Türkei aber nicht mehr, wobei diese seitens der Türkei ohnehin kaum bis gar nicht umgesetzt wird. Bis März 2020 wurden nur ca. 1500 Migranten in die Türkei zurückgebracht, während die Europäische Union etwa 7000 asylberechtigte Flüchtlinge aus der Türkei aufgenommen hat.
Der Europarat und Menschenrechtsorganisationen kritisierten die systematische Überfüllung der Lager, in denen eine unzureichende Versorgung mit Wasser, Lebensmitteln, sanitären Einrichtungen und Medikamenten herrsche. Die griechischen und europäischen Behörden sollen unverzüglich Maßnahmen ergreifen, um die Sicherheit und den Schutz der Frauen und Kinder sowie aller anderen Bewohner in den Hotspots zu gewährleisten. Alleinstehende Männer sollen in Unterkünften untergebracht werden, die getrennt von denen von Frauen, Kinder und Familien sind. Bewohner und Bürgermeister der Inseln forderten wiederholt die Schließung der Lager und den Transfer der Asylsuchenden auf das Festland.
Am 26. April 2016 gab es in einem abgesonderten und eingefriedeten Bereich für Abzuschiebende eine Revolte der Inhaftierten und der Bereich brannte ab. Am 19. September 2016 zerstörte ein Brand rund 60 % der Einrichtung des Flüchtlingslagers. Etwa 3000 Lagerbewohner flohen in die Umgebung. Am 15. November 2016 lieferten sich Insassen stundenlange Auseinandersetzungen mit Sicherheitskräften. In der Nacht starben zwei Migranten bei einer Gasexplosion.
Die damalige Gouverneurin der Region Nördliche Ägäis prangerte jahrelang die katastrophalen Zustände in Griechenlands größtem Hotspot an. Im September 2018 drohte sie mit der Schließung des Lagers. Unter dem Druck der internationalen Öffentlichkeit begann der Migrationsminister Dimitris Vitsas im Herbst 2018 besonders Schutzbedürftige, wie Kinder, schwangere Frauen und Kranke, aufs Festland umzusiedeln.
Im August 2019 war das für 2.800 Menschen ausgelegte Lager mit dem Vierfachen seiner Kapazität zur Aufnahme von Schutzsuchenden überbelegt.
Am 29. September 2019 starben bei einem Brand zwei Menschen. Im Oktober 2019 zählte das Lager 13.000 Menschen. Einige hundert besonders schutzbedürftige Personen wurden unter Aufsicht der Internationalen Organisation für Migration aufs Festland gebracht.
Zur Entlastung der überfüllten Lager auf den Inseln plante die griechische Regierung im Herbst 2019 die Umsiedlung von 20.000 Flüchtlingen auf das griechische Festland, was teilweise umgesetzt wurde. Boris Cheshirkov, der Sprecher des griechischen UNHCR erklärte, dass der Flüchtlingspakt zwischen der EU und der Türkei durch die Übersiedlung nicht aufgeweicht werde, da es sich bei jenen, die aufs Festland gebracht werden um Menschen handele, deren Asylanträge aller Wahrscheinlichkeit nach genehmigt werden.
Im Januar 2020 waren es bereits 19.000. Am 3. Februar 2020 liefen etwa 2000 Flüchtlinge zum Hafen der Inselhauptstadt Mytilini, forderten die Bearbeitung ihrer Asylanträge und protestierten gegen die Lebensbedingungen im überfüllten Lager. Die Polizei blockierte die Straßen und setzte Tränengas gegen die Demonstranten ein. Der Hohe Flüchtlingskommissar der Vereinten Nationen forderte im Februar 2020 die Verlegung von Familien und Kranken an andere Orte. In dem Lager gab es im Februar nur drei Ärzte, acht Krankenschwestern und zwei Hebammen. Eine im Lager tätige Ärztin warnte angesichts der damals beginnenden COVID-19-Pandemie vor der Gefahr einer Epidemie in dem unzureichend medizinisch versorgten übervollen Flüchtlingslager. Am 16. März 2020 starb bei einem Brand ein sechsjähriges Mädchen, woraufhin erneut eine Evakuierung des Lagers gefordert wurde.
Die Organisation Ärzte ohne Grenzen forderte angesichts der Covid-19-Pandemie im März 2020 eine sofortige Evakuierung des Lagers und eine dezentrale Verteilung der Menschen. In dem Lager teilten sich 1.300 Menschen einen Wasserhahn; Seife zum Händewaschen sei nicht erhältlich und es gebe keine Möglichkeit, räumliche Distanz zu wahren. Ein Covid-19-Ausbruch in dem Lager sei nicht einzuhegen. Anfang April 2020 forderte Florian Westphal, der Geschäftsführer der deutschen Sektion von Ärzte ohne Grenzen, erneut „sofort eine Notevakuierung aller Geflüchteten der Covid-19-Hochrisikogruppe, bevor das Virus in die Lager gelangt.“ Führer religiöser Gemeinschaften – darunter der evangelische Bischof Christian Stäblein und Kardinal Rainer Maria Woelki – forderten ebenfalls Ende März und Anfang April 2020, die Menschen auf das Festland zu bringen. Der deutsche Entwicklungsminister Gerd Müller sah Anfang April 2020 die Missstände des Lagers im Vergleich mit anderen Lagern in der Welt als unübertroffen an. Er verwies auf Aussagen des Hohen Flüchtlingskommissars der Vereinten Nationen, wonach dessen Hilfe bereits hätte genutzt werden können, um die Infrastruktur des Lagers zu verbessern.
Im April 2020 wurden hunderte Flüchtlinge aus dem Lager evakuiert (darunter auch nach Belgien und Deutschland gebrachte unbegleitete Kinder und Jugendliche).
Obwohl es keinen bestätigten Corona-Fall im Lager Moria gab, durften die Flüchtlinge vom 21. März bis mindestens 19. Juli 2020 das Gelände nur noch in Ausnahmefällen verlassen.
Anfang Mai verlegte die griechische Regierung 500 der etwa 19.300 in Moria lebenden Menschen auf das griechische Festland. Ende Mai 2020 lebten rund 17.000 Flüchtlinge im Lager. Anfang September 2020 waren es etwa 13.000.
Wenige Gehminuten vom Lager entfernt, betreiben Hilfsorganisationen unter der Leitung des Vereins Europe Cares seit 2022 ein Gemeinschaftszentrum mit Hilfsangeboten für die Geflüchteten im Lager.

## Großbrand 2020 und die Folgen
Die griechischen Behörden errichteten im August 2020 prophylaktisch Isolierstationen, nachdem mehrere Fälle von COVID-19 auf Lesbos im Lager Kara Tepe aufgetreten waren. Anfang September 2020 wurde der erste bestätigte Covid-19-Fall im Lager bekannt, daraufhin wurde eine zweiwöchige Ausgangssperre über das Lager verhängt. Eingeschleppt worden war das Virus durch einen ehemaligen Lagerbewohner vom griechischen Festland. Der 40-jährige Mann aus Somalia war bereits als anerkannter Flüchtling auf das Festland gebracht worden, war dort aber nicht zurechtgekommen und hatte sich per Fähre von Athen zurück nach Lesbos begeben. Ärzte ohne Grenzen kritisierte am 3. September die verhängte Massenquarantäne angesichts der Überfüllung des Lagers, der schlechten hygienischen Bedingungen sowie fehlender medizinischer Versorgung als unverantwortlich und gefährlich. In internen Berichten bezeichnete die deutsche Botschaft in Athen die Zustände im Lager als „unerträglich“.
Als am 8. September 2020 bekanntgegeben wurde, dass bei 35 Bewohnern des Lagers Covid-19 festgestellt worden war, kam es wegen der Quarantäne und Angst vor Ansteckungsgefahr zu Unruhen zwischen den Migranten und Flüchtlingen. Manche wollten wegen der Ansteckungsgefahr das überfüllte Lager verlassen, während manche Infizierte und Kontaktpersonen sich weigerten, in Isolation gebracht zu werden. Am späten Abend explodierte die Situation laut Mytilinis Bürgermeister und ein Brand im Lager brach aus. Die Flammen wurden von bis zu 70 km/h schnellen Winden angefacht. Das Lager brannte dabei fast völlig aus. Am Morgen des 9. September war das Feuer weitgehend unter Kontrolle gebracht. Ersten Meldungen zufolge gab es keine Verletzten. Mehr als 12.000 Menschen wurden durch das Feuer obdachlos, darunter 4000 Kinder. Tausende Menschen verbrachten die folgenden Nächte auf der Straße ohne eine ausreichende Versorgung mit Wasser und Lebensmitteln. Bei Protesten gegen diese Zustände setzte die griechische Polizei Tränengas ein.
Am 12. September forderte UN-Generalsekretär António Guterres, die Flüchtlinge von der Insel Lesbos aufs Festland zu bringen.
Am 15. September 2020 wurden sechs mutmaßliche Brandstifter verhaftet. Nach Polizeiangaben handelt es sich bei den Verhafteten um 17- bis 19-jährige Afghanen, deren Asylanträge abgelehnt worden waren. Demgegenüber gab die Nichtregierungsorganisation Legal Centre of Lesbos an, es handele sich bei ihnen um unbegleitete minderjährige afghanische Flüchtlinge. In der EU brach daraufhin erneut ein Streit über die Flüchtlingspolitik der Staatengemeinschaft aus. In Deutschland forderten zahlreiche Politiker, Hilfsorganisationen, die Kirchen und der Zentralrat der Muslime eine sofortige Evakuierung der Menschen. Viele deutsche Bundesländer und ein Bündnis aus Städten und Kommunen boten dafür Plätze in ihren Flüchtlingsunterkünften an und appellierten an die Bundesregierung, diese Plätze zu nutzen.
Hilfsorganisationen wie die Caritas organisierten Lieferungen mit Medikamenten und Covid-19-Schutzkleidung nach Moria mit dem Ziel, eine medizinische Grundversorgung für die obdachlosen Menschen aufzubauen.
Deutschland, Frankreich und Belgien erklärten sich auf Bitten Griechenlands bereit, gemeinsam mit anderen EU-Staaten 400 unbegleitete Minderjährige aus Moria aufzunehmen, die direkt nach den Bränden auf das griechische Festland evakuiert worden waren. Auf griechischer Seite besteht die Befürchtung, dass Migranten auf anderen Inseln Lager anzünden, um ihre Weiterreise zu erzwingen. Griechenland strebt eine generelle EU-Lösung mit einer Quote, nach der andere EU-Staaten Asylberechtigte aufnehmen an.
Am 15. September gab Deutschland nach Rücksprache mit der griechischen Regierung bekannt, zusätzlich 408 Familien mit Kindern von griechischen Inseln aufzunehmen. Auch die griechische Regierung legte dabei Wert darauf, dass Flüchtlinge nicht nur aus Lesbos und dem abgebrannten Lager Moria, sondern von weiteren griechischen Inseln aufgenommen werden. Die von den Deutschen Regierungsparteien zugesicherten 1553 Personen sind nach Angaben der Regierung bereits anerkannte Flüchtlinge, die vom UNHCR ausgewählt werden und nicht zwingend von der Insel Lesbos kommen. Ein Sprecher des UNHCR wies darauf hin, dass es für die Entlastung der griechischen Asylbehörden sinnvoller wäre, Flüchtlinge ohne abgeschlossenes Verfahren in Deutschland aufzunehmen. Belgien erklärte sich nach Abstimmung mit Griechenland bereit, 100–150 besonders schutzbedürftige Flüchtlinge (Familien mit Kindern, Mütter und alleinstehende Frauen) aus dem Lager Moria aufzunehmen.
Mitte September begann die Polizei das Lager zu räumen und die Menschen in einem Zeltlager, dem sogenannten Übergangslager Kara Tepe auf Lesbos unterzubringen. Die EU-Kommissarin für Inneres Ylva Johansson, zuständig für Migration, versprach am 17. September vor dem EU-Parlament, dass es kein weiteres Moria mehr geben werde. Menschenrechtsorganisationen wie Ärzte ohne Grenzen und Human Rights Watch kritisierten hingegen, dass die Bedingungen in dem Übergangslager noch prekärer als im alten Lager seien.
Ende September trafen 139 Geflüchtete aus verschiedenen Lagern von den griechischen Inseln, darunter 51 unbegleitete Minderjährige und 17 kranke Kinder mit ihren Familien, mit dem Flugzeug in Hannover ein. Nach einem Bund-Länder-Konzept wurden die Flüchtlinge auf die acht Bundesländer Baden-Württemberg, Bayern, Berlin, Hamburg, Hessen, Niedersachsen, Nordrhein-Westfalen und Schleswig-Holstein verteilt. Die Aufnahme weiterer Flüchtlinge folgte. An der Aufnahme der Asylsuchenden beteiligen sich neben Deutschland elf EU-Mitgliedsstaaten (Belgien, Bulgarien, Deutschland, Finnland, Frankreich, Irland, Kroatien, Litauen, Luxemburg, Portugal, Slowenien) sowie Norwegen und Serbien.
Im März 2021 wurden zwei 17-jährige afghanische Flüchtlinge wegen der Brandstiftung zu Haftstrafen von fünf Jahren verurteilt. Der Prozess auf der Insel Chios war im Juni 2021 nach Presseberichten von Unstimmigkeiten gekennzeichnet: Obwohl fünf der sechs Angeklagten zum Zeitpunkt der Tat minderjährig waren, wird das Erwachsenenstrafrecht angewendet. Der Prozess müsste laut Verfassung und Strafprozessordnung öffentlich sein, doch der Richter besteht darauf, dass Covid-19-Schutzmaßnahmen angewendet werden, so dass zwar sechs Polizeibeamte, aber weder Öffentlichkeit noch Pressevertreter bei den Verhandlungen anwesend sind. (Das, obwohl die Covid-19-Maßnahmen in Griechenland gerade deutlich gelockert wurden und beispielsweise Bordelle geöffnet wurden.) Der einzige Belastungszeuge war nicht anwesend und konnte daher von der Verteidigung nicht befragt werden. Im Juni 2021 wurden vier Beschuldigte wegen Brandstiftung zu zehn Jahren Gefängnis verurteilt, die Verurteilten legten Berufung ein, die allerdings keine aufschiebende Wirkung habe.

## Rezeption
Während der COVID-19-Pandemie veröffentlichte die Band Die Ärzte am 27. März 2020 ihr Musikvideo Ein Lied für jetzt und erinnert darin an das Schicksal der Migranten in dem Lager.
Am 15. September lief auf ProSieben die Dokumentation A Short Story Of Moria, welche die aktuelle Situation der Flüchtlinge, den Großbrand vom 8. September und dessen Folgen sowie das Verhalten der griechischen Küstenwache und der örtlichen Einsatzkräfte dokumentiert.
Im April 2020 gründete Hans Maier mit seiner Familie die Hilfsinitiative Osterlicht Moria.
Der Soziologe und ehemalige UN-Sonderberichterstatter Jean Ziegler verarbeitete Eindrücke des Flüchtlingslagers, das er im Mai 2019 in seiner Funktion als Vizepräsident des Beratenden Ausschusses des UN-Menschenrechtsrats besucht hatte, in seinem 2020 erschienenen Buch Die Schande Europas.